# Rotterdam Terror Corps
Rotterdam Terror Corps (ook vaak afgekort tot RTC) is een hardcoreformatie die sinds 1993 bestaat. De groep produceert onder meer hardcore house en terror.
De groep bestond oorspronkelijk uit DJ Distortion, MC Raw, DJ Reanimator, DJ Petrov en DJ Rob. DJ Rob en DJ Petrov verlieten het dj-team na de oprichting in 1993 redelijk snel. DJ Reanimator verliet de band in 1995 na eerder al eens gestopt te zijn. De andere twee bandleden gingen door en krijgen af en toe steun van semi-lid Paul Elstak en de bijna vaste producers Bass D & King Matthew. In totaal bracht de formatie tot 2016 elf albums uit onder verschillende labels, hoofdzakelijk bij Megarave.
De formatie is bekend van zijn liveoptredens. Deze zijn vaak erotisch getint met bijvoorbeeld naakte danseressen.
Tegenwoordig is MC Raw weer actief als MC bij de formatie, op het album RTC is the Legacy (2019) staat hij op de openingstrack en verzorgde hij een "I'm back intro". RTC maakt gebruik van meerdere MC's; Mike Redman, Lex Couper, MC Gyze en Da Weasel Mc zijn artiesten die ook vaker op producties en met optredens worden ingeschakeld.

## Discografie
| Single met eventuele hitnotering(en) in de Nederlandse Top 40 | Datum van verschijnen | Datum van binnenkomst | Hoogste positie | Aantal weken | Opmerkingen |
| ------------------------------------------------------------- | --------------------- | --------------------- | --------------- | ------------ | ----------- |
| I will never surrender                                        | 2003                  |                       |                 |              |             |
| Unleash hell                                                  | 2002                  |                       |                 |              |             |
| Bangin your fist                                              | 2001                  |                       |                 |              |             |
| God is a gabber                                               | 1999                  |                       | tip             |              |             |
| We're gonna blow your mind                                    | 1997                  |                       |                 |              |             |
| The sound of madness                                          | 1997                  |                       |                 |              |             |
| There's only one terror                                       | 1997                  |                       |                 |              |             |
| The Horror                                                    | 1996                  |                       | tip             |              |             |
| You're dealing with                                           | 1996                  |                       |                 |              |             |
| No happy shit                                                 | 1996                  |                       | tip             |              |             |
| Hardcore slam                                                 | 1996                  |                       |                 |              |             |
| Raveworld                                                     | 1996                  |                       |                 |              |             |